# رالف لوندستین
رالف لوندستین (سوئدی: Ralph Lundsten؛ زادهٔ ۶ اکتبر ۱۹۳۶) یک آهنگساز، هنرمند، نویسنده و کارگردان فیلم اهل سوئد است.
از فیلم‌ها یا مجموعه‌های تلویزیونی که وی در آن‌ها نقش داشته است می‌توان به دلهره‌آور - فیلمی بی‌رحمانه اشاره نمود.